# Türkiye Kupası 1965/66
Die Türkiye Kupası 1965/66 war die 4. Auflage des türkischen Fußball-Pokalwettbewerbes. Der Wettbewerb begann am 5. September 1965 mit der 1. Hauptrunde und endete am 19. Juni 1966 mit dem Finale. Im Endspiel trafen Galatasaray Istanbul und Beşiktaş Istanbul aufeinander. Für Beşiktaş war es die erste Finalteilnahme. Galatasaray nahm seit Einführung des Pokalwettbewerbs an allen Endspielen teil und wurde zum vierten Mal in Folge Pokalsieger.

## 1. Hauptrunde

### 1. Vorrunde
Die 1. Vorrunde wurde am 5. September 1965 ausgetragen.
|           | Ergebnis |             |
| --------- | -------- | ----------- |
| Taksim SK | 0:1      | Yedikule SK |

### 2. Vorrunde
|                     | Ergebnis        |                          |
| ------------------- | --------------- | ------------------------ |
| Yeşilova SK         | (M)1:1 n. V.(M) | Egespor                  |
| Yenişehir SK        | 0:2             | Yenimahalle SK           |
| Izmir Kültürspor    | 2:0             | Izmir Demirspor          |
| Ankara Yolspor      | 4:3             | Sincanspor               |
| Balıkesir Karagücü  | 0:3             | Muhafızgücü SK           |
| Elazığ Suspor       | 0:3             | Diyarbakır Dicle Gençlik |
| Kayseri Havagücü    | 4:0             | Urfa Gençlik             |
| Tavşanlı Linyitspor | 5:1             | Söke Gençlik             |
| Üsküdar Anadolu     | 1:0             | Davutpaşa SK             |
| Adalet SK           | 0:1             | Yedikule SK              |
| Galata SK           | 2:1             | Eyüpspor                 |
| Hasköy SK           | 3:2             | Süleymaniye SK           |

### Hauptrunde
|                    | Ergebnis |                          |
| ------------------ | -------- | ------------------------ |
| Muhafızgücü SK     | 2:0      | Tavşanlı Linyitspor      |
| Bahçeli Gençlik    | 3:1      | Yenimahalle SK           |
| Alpullu Şekerspor  | 5:2      | Adapazarı Şekerspor      |
| Erzincan Şekerspor | 2:1      | Rize Güneşspor           |
| Kayseri Havagücü   | 2:1      | Diyarbakır Dicle Gençlik |
| Barbaros SK        | 0:2      | Ankara Yolspor           |
| Üsküdar Anadolu    | 1:0      | Yedikule SK              |
| Galata SK          | 6:0      | Hasköy SK                |
| Yeşilova SK        | 0:1      | Izmir Kültürspor         |

## 2. Hauptrunde

### Vorrunde
|                  | Ergebnis             |                    |
| ---------------- | -------------------- | ------------------ |
| Ülküspor         | 8:0                  | Izmir Kültürspor   |
| Toprakofis SK    | 3:2                  | Ankara Yolspor     |
| Manisaspor       | 2:3                  | Denizli Karagücü   |
| Adana Demirspor  | 3:0                  | Adana Sümerspor    |
| Petrol Ofisi SK  | 7:0                  | Bahçeli Gençlik    |
| Galata SK        | 3:0                  | Alpullu Şekerspor  |
| Kayseri Havagücü | (M)1:1 n. V.(M)      | Erzincan Şekerspor |
| Bandırmaspor     | (M)0:0 n. V.(M)      | Muhafızgücü SK     |
| Eskişehirspor    | 4:1                  | Konyaspor          |
| Fatih Karagümrük | 1:0 n. V.            | Sarıyer GK         |
| Samsun Yolspor   | 2:1                  | Altındağ SK        |
| Beyoğluspor      | 1:2                  | Kasımpaşa Istanbul |
| Sakaryaspor      | 4:1                  | Üsküdar Anadolu    |
| Altınordu Izmir  | 1:2 n. V. (1:1, 0:0) | Karşıyaka SK       |
| Samsunspor       | 2:0                  | Ankara Güneşspor   |
| Bursaspor        | 3:0                  | Beylerbeyi SK      |

### Hauptrunde
|                  | Ergebnis |                    |
| ---------------- | -------- | ------------------ |
| Ülküspor         | 1:3      | Denizli Karagücü   |
| Adana Demirspor  | 1:0      | Kayseri Havagücü   |
| Petrol Ofisi SK  | 2:1      | Samsunspor         |
| Toprakofis       | 0:2      | Samsun Yolspor     |
| Fatih Karagümrük | 0:1      | Muhafızgücü        |
| Karşıyaka SK     | 2:0      | Eskişehirspor      |
| Sakaryaspor      | 2:1      | Kasımpaşa Istanbul |
| Bursaspor        | 2:1      | Galata SK          |

## 3. Hauptrunde

### 1. Vorrunde
|               | Ergebnis |                 |
| ------------- | -------- | --------------- |
| Göztepe Izmir | 3:1      | Karşıyaka SK    |
| Bursaspor     | 2:0      | Petrol Ofisi SK |

### 2. Vorrunde
|                  | Ergebnis |                       |
| ---------------- | -------- | --------------------- |
| Denizli Karagücü | 2:1      | Muhafızgücü           |
| Altay Izmir      | 2:1      | Şekerspor             |
| Beykozspor       | 1:2      | Sakaryaspor           |
| Ankara Demirspor | 0:1      | Kocaeli Kağitspor     |
| MKE Ankaragücü   | 2:0      | Samsun Yolspor        |
| Vefa SK          | 1:2      | Gençlerbirliği Ankara |
| Göztepe Izmir    | 3:1      | Feriköy SK            |
| Bursaspor        | 2:1      | PTT                   |

### Hauptrunde
|                       | Ergebnis        |                   |
| --------------------- | --------------- | ----------------- |
| Kocaeli Kağıtspor     | (M)0:0 n. V.(M) | Adana Demirspor   |
| Sakaryaspor           | 1:2             | Beşiktaş Istanbul |
| Hacettepe             | 1:2 n. V.       | MKE Ankaragücü    |
| Gençlerbirliği Ankara | 1:0             | Izmirspor         |
| Fenerbahçe Istanbul   | 1:0             | Altay Izmir       |
| Denizli Karagücü      | 3:1 n. V.       | İstanbulspor      |
| Bursaspor             | 2:0             | Göztepe Izmir     |

## Viertelfinale
|                      | Gesamt |                       | Hinspiel | Rückspiel |
| -------------------- | ------ | --------------------- | -------- | --------- |
| Adana Demirspor      | 2:6    | Gençlerbirliği Ankara | 1:1      | 1:5       |
| Galatasaray Istanbul | 3:1    | MKE Ankaragücü        | 2:1      | 1:0       |
| Denizli Karagücü     | 0:6    | Fenerbahçe Istanbul   | 0:2      | 0:4       |
| Beşiktaş Istanbul    | 3:0    | Bursaspor             | 2:0      | 1:0       |

## Halbfinale
- Hinspiele: 4. Juni 1966
- Rückspiele: 11. und 12. Juni 1966

|                       | Gesamt |                      | Hinspiel | Rückspiel |
| --------------------- | ------ | -------------------- | -------- | --------- |
| Fenerbahçe Istanbul   | 1:3    | Galatasaray Istanbul | 0:0      | 1:3       |
| Gençlerbirliği Ankara | 1:2    | Beşiktaş Istanbul    | 0:1      | 1:1 n. V. |

## Finale
| Paarung              | Beşiktaş Istanbul – Galatasaray Istanbul |
| Ergebnis             | 0:1 (0:0) |
| Datum                | 19. Juni 1966 um 15:30 Uhr |
| Stadion              | Mithatpaşa-Stadion, Istanbul |
| Schiedsrichter       | Rudolf Kreitlein ( BR Deutschland) |
| Tore                 | 0:1 Turan Doğangün (88., Elfmeter) |
| Beşiktaş Istanbul    | Necmi Mutlu – Fehmi Sağınoğlu, Yavuz Çoker, Kaya Köstepen, Suat Mamat – Süreyya Özkefe, Ahmet Özacar, Ahmet Şahin, Güven Önüt – Faruk Karadoğan, Yusuf Tunaoğlu Cheftrainer: Ljubiša Spajić ( Jugoslawien) |
| Galatasaray Istanbul | Turgay Şeren – Ergün Acuner, Bekir Türkgeldi, Doğan Sel, Turan Doğangün – Mustafa Yürür, Talat Özkarslı, Tarık Kutver – Metin Oktay, Yılmaz Gökdel, Uğur Köken Cheftrainer: Gündüz Kılıç                   |

## Beste Torschützen
| Rang | Spieler         | Verein                | Tore |
| ---- | --------------- | --------------------- | ---- |
| 1    | Abdullah Çevrim | Gençlerbirliği Ankara | 4    |
| 1    | Selim Soydan    | Fenerbahçe Istanbul   | 4    |
| 2    | Ahmet Özacar    | Beşiktaş Istanbul     | 3    |
| 2    | Orhan Yüksel    | Gençlerbirliği Ankara | 3    |
| 5    | Ertan Adatepe   | MKE Ankaragücü        | 2    |
| 5    | Tufan Akdemir   | Göztepe Izmir         | 2    |
| 5    | Güven Önüt      | Beşiktaş Istanbul     | 2    |
| 5    | Necip Sezer     | Denizli Karagücü      | 2    |
| 5    | Nihat Yayöz     | Göztepe Izmir         | 2    |
| 5    | Fevzi Zemzem    | Göztepe Izmir         | 2    |